# 孟加拉語言運動

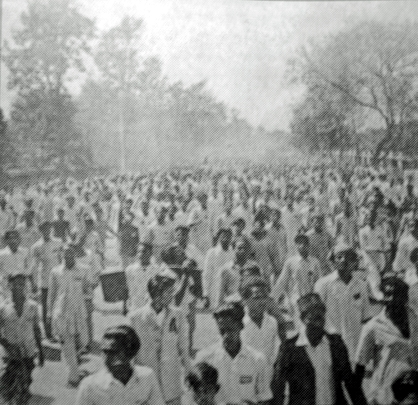
1952年2月21日在達卡大學路舉行的遊行。

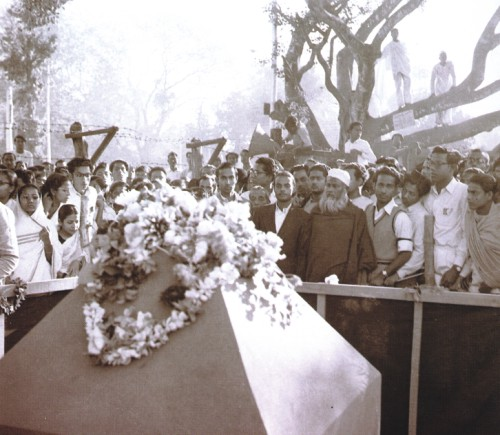
達卡烈塔紀念碑的立基典禮。

孟加拉語言運動（羅馬化：Bhasha Andolon），是印巴分治后发生于巴基斯坦自治领东孟加拉邦（后更名為東巴基斯坦，今孟加拉国）的一場政治運動，主張承認孟加拉語為巴基斯坦的官方語言，以允許孟加拉語在媒體、貨幣、郵票、教育及政府事務中使用。
1947年由各不同種族群組成的巴基斯坦獨立，地理上不相鄰的東巴基斯坦地區主要民族是孟加拉人，他們與西巴基斯坦在文化、地理和語言上都不相同。1948年，巴基斯坦政府宣佈把烏爾都語定為該國唯一的官方語言，這在東巴基斯坦引發了廣泛的抗議。面對日益加劇的宗派緊張和民眾對新法的不滿，政府宣佈公開集會為非法行為。1952年2月21日，達卡大學的學生違抗法令組織了一場游行抗議活動，那天警察槍殺了數位學生，這引發了更廣泛的內亂及多年的衝突，最終中央政府讓步，在1956年授予孟加拉語官方地位。
語言運動在孟加拉產生了重大的影響，它促进了孟加拉語在文學與文化上的發展，同時也建立了孟加拉的民族認同，成為孟加拉民族主義運動的先行者，其後的六點運動、孟加拉解放戰爭及1987年孟加拉語施行法案都深受其影響。在孟加拉國，2月21日被定為語言運動日，為國定假期。達卡烈塔紀念碑建在達卡醫學院附近，用來紀念這場運動及受害者。1999年，聯合國教科文組織宣布2月21日為國際母語日。

## 背景
現代的巴基斯坦和孟加拉國，在英國殖民時代曾是印度的一部分。自19世紀中葉起，烏爾都語就被政治及宗教領袖提倡為印度穆斯林的通用語，當中包括卡瓦賈·薩利穆拉爵士、賽義德·艾哈默德·汗及阿卜杜勒·哈克等知名人物。烏爾都語屬於印歐語系印度-伊朗語族的印度-雅利安語支，與印地語密切相關，同屬印歐語系，在德里蘇丹國及莫臥兒帝國時期受到波斯語、突厥語、庫德語和阿拉伯語的影響。憑藉波斯-阿拉伯字母系統，烏爾都語被認為是印度穆斯林文化中的重要組成部分，如同印地語及梵文被視為印度教文化的基礎。
雖然烏爾都語在印度北部的穆斯林中變得越來越普遍，但在孟加拉則不同，該地區的穆斯林主要是使用孟加拉語。孟加拉語屬東印度-雅利安語支，起源於公元1000年左右的中古東印度語，並在孟加拉文藝復興時期得到了長足的發展。早在19世紀後期，穆斯林女權主義者蘿琪雅·薩哈瓦·侯賽因等社會活動家，就選擇用孟加拉語寫作，用來接觸人民並將其發展為一種現代文學的語言，第一位獲得諾貝爾文學獎的亞洲人泰戈爾便主要是使用孟加拉語寫作。
孟加拉語的支持者在印巴分治之前就已經反對烏爾都語，在1937年全印穆斯林聯盟勒克瑙會議上，孟加拉代表當時便拒絕了將烏爾都語作為印度穆斯林通用語言的想法。全印穆斯林聯盟是一個重要的英屬印度政黨，它是提倡巴基斯坦從印度分離，成立獨立穆斯林國家的主要推手。

## 語言運動的早期階段
1947年印度分治後，新成立的巴基斯坦自治領由東部及西部兩個地理上不相連的地區組成，東部的孟加拉人口佔6900萬人口中的4400萬，講孟加拉語的人口也因此佔了56%以上。然而，巴基斯坦政府、公務員和軍隊卻由西部控制。1947年11月，在卡拉奇舉行的全國教育峰會上，一項重要決議被提出，該議案主張將烏爾都語作為唯一的國家語言。抗議和反對聲音旋即出現，來自達卡的學生在伊斯蘭文化組織Tamaddun Majlish的阿布爾·卡申領導下舉行遊行及集會，要求孟加拉語成為巴基斯坦的官方語言及孟加拉地區的教育語言。然而，巴基斯坦公共服務委員會把科目名單、紙幣和郵票中的孟加拉語使用刪除。中央教育部長法茲納·拉赫曼做了大量的準備工作，意圖使烏爾都語成為巴基斯坦自治領的唯一官方語言。來自公眾的憤怒情緒在不斷蔓延，許多孟加拉學生於1947年12月8日在達卡大學集會，要求將孟加拉語設為官方語言，他們還在達卡市內組織了遊行和集會。
孟加拉語的權威學者在爭論為什麼烏爾都語不應成為唯一的官方語言。作家阿布爾·曼蘇爾·艾哈邁德沙指，如果烏爾都語成為官方語言，東孟加拉受過教育的社會人士將會成為「文盲」及「沒有資格」擔任政府職務。支持孟加拉語的組織國家語言行動委員會於1947年12月底成立，Tamadun Majlish的教授努魯爾.哈克.布延召集了該委員會。後來國會議員沙姆蘇·侯克召集了一個新委員會，以推動孟加拉語成為官方語言。議會議員迪倫德拉納斯·達塔在巴基斯坦制憲議會上提出新法案，希望能允許成員使用孟加拉語發言並授權能用在其他官方文件上，達塔的提議得到了東孟加拉邦政客及人民支持。但總理利雅卡特·阿里·汗及穆斯林聯盟譴責該提議企圖分裂巴基斯坦人民，因此法案最終被否決。

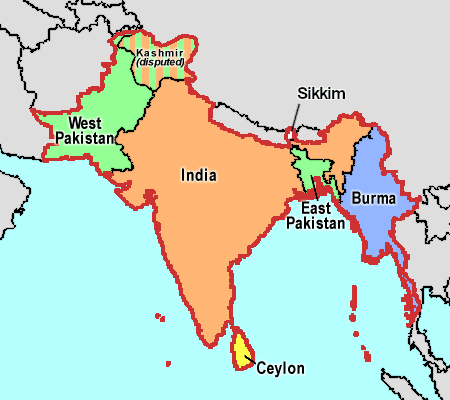
1947-1948，英屬印度獲得獨立，成立了三個新的國家，分別是印度自治領（今印度共和國）、緬甸聯邦（今緬甸）、和巴基斯坦自治領（今巴基斯坦及孟加拉國）。錫蘭自治領（今斯里蘭卡）原為單獨的殖民地，不屬於原英屬印度版圖內。

### 1948年達卡騷動

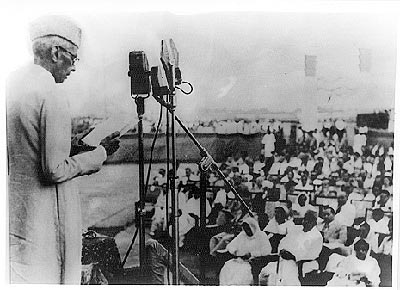
1948年3月21日，真納在一次公開會議上說，巴基斯坦的唯一官方語言是烏爾都語

達卡大學和該市其他學院的學生於1948年3月11日組織了一次總罷工，以抗議官方在硬幣、郵票和海軍招聘試上拒絕使用孟加拉語。罷工運動重申，要求將孟加拉語定為巴基斯坦自治領的官方語言。沙姆蘇·侯克、肖卡特·阿里、西拉朱爾·伊斯蘭、卡齊·戈拉姆·馬赫布布、奧利·阿哈德及阿卜杜勒·瓦希德（Abdul Wahed）等政治領導人在集會上被捕。集會領袖穆罕默德·托阿因為試圖從一名警察手中搶奪步槍而受傷住院。學生領袖阿卜杜勒·馬丁及阿卜杜勒·馬利克·烏基爾都參加了遊行。
3月11日下午，為抗議警察的暴行和逮捕行動，人民組織了另一場集會。一群學生向首席部長卡瓦賈·納茲穆丁家的方向遊行，但他們達卡高等法院前被警方攔住。 遊行其後改變了方向，轉為朝著秘書處大樓的方向走去。警察襲擊了遊行隊伍，打傷了包括阿布·凱瑟·法茲勒·胡克在內的幾名學生和領導人。在接下來的四天裡罷工都持續着，在這種情況下，納茲穆丁與學生領袖們簽署了一項協議，同意了一些條款和條件，但沒有同意將孟加拉語設為官方語言的要求。
1948年3月19日，總督穆罕默德·阿里·真納在動亂最嚴重的時候抵達達卡。3月21日，在賽馬場舉行的公民招待會上，他聲稱語言問題是「第五縱隊」設計的，意圖分裂巴基斯坦的穆斯林。真納進一步宣布烏爾都語體現了穆斯林國家的精神，並將會繼續作為唯一的官方語言，並將那些反對其觀點的人稱為「巴基斯坦的敵人」。真納於24日在達卡大學再次發表了類似的演講。在兩次會議上，真納的發言都被大部分觀眾打斷。 後來他召開了國家語言行動委員會會議，在會議上他否決了先前由納茲穆丁與學生領袖們簽署的協議。在3月28日離開達卡前，真納在電台發表講話，重申了他的「僅限烏爾都語」政策。
此後不久，東孟加拉政府成立了由毛拉納·阿克拉姆汗領導的東孟加拉語言委員會，撰寫一份關於語言問題的報告，報告最後於1950年12月6日完成。

## 1952年騷動及抗議

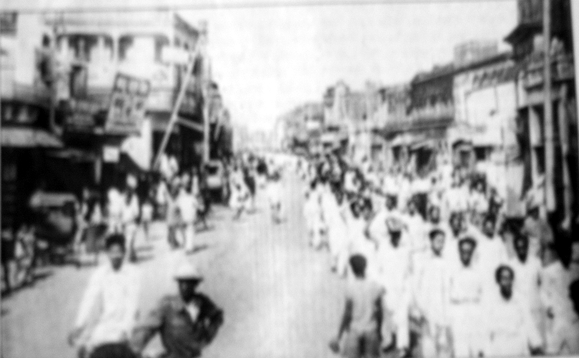
1952年2月4日在達卡Nawabpur 路舉行的遊行。

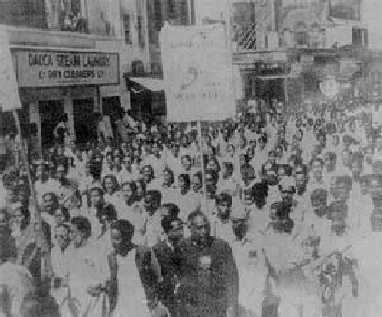
1952年2月21日在達卡舉行的遊行。

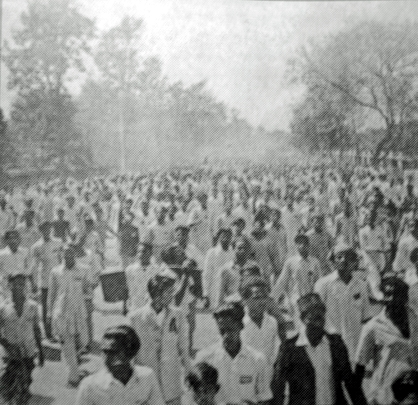
1952年2月22日在達卡大學路醫學院舉行的集會。

1952年1月27日，真納的繼任者、總督卡瓦賈·納茲穆丁在一次演講中再次堅定重申「僅使用烏爾都語」的政策，使到語言問題的爭論再次點燃。1月31日，全黨中央語言行動委員會在達卡大學圖書館大廳上成立，由毛拉娜·巴沙尼主持。在會上，中央政府提議用阿拉伯字母書寫孟加拉語的議案遭到強烈的反對，行動委員會呼籲在2月21日舉行全面抗議，包括罷工和集會。為了阻止示威，政府在達卡實施了刑事訴訟程序中的第144條，禁止了所有集會。

### 2月21日暴動
早上9時起，學生們開始無視第144條的規定在達卡大學聚集。全副武裝的警察從而包圍校園，大學校長和其他官員都在場。11時，學生們聚集在大學門口，試圖打破警察的防線，作為回應警方向大門處發射催淚彈給以警告。一部分學生最終成功跑進達卡醫學院，而其他人則被警察封鎖在大學校園內。校長要求警察停止發射催淚彈，並命令學生離開該地區。然而，當有數名學生試圖離開時，警方以違反了第144條的規定將其逮捕。逮捕行為進一步激怒了學生，他們開始聚集在東孟加拉立法議會的四周，擋住議員的去路，要求他們在議會上堅定表達語言問題的訴求。而當一群學生試圖衝進大樓時，警察開槍並打死了一些學生，受害者者包括阿卜杜勒·薩拉姆、拉菲克·烏丁·艾哈邁德、沙菲爾·拉赫曼、阿布爾·巴爾卡特及阿杜·渣巴。
隨著學生被殺害的消息傳開，整個達卡市都爆發了騷亂。商店、辦公室和公共交通設施被逼關閉，總罷工開始。在議會上，馬諾倫詹·達爾、沙姆蘇丁·艾哈邁德（Boshontokumar Das）、沙姆山·艾哈邁德 （Shamsuddin Ahmed）及迪倫德拉納斯·達塔等議員，要求首席部長努魯勒·阿明前往醫院探望受傷的學生，並要求議會休會以示哀悼。然而，阿明拒絕了這些要求。

### 2月22日暴動
2月22日，混亂蔓延到全省，民眾無視第144條，在整個孟加拉地區都爆發了大型遊行以譴責警察的行為。超過三萬人聚集在達卡的寇鬆大廳外。在持續不停的抗議活動中，另外四人因警方的行動而死亡。這更加激發了來自不同組織、大學、銀行和廣播電台的官員，抵制政府並加入遊行。抗議者燒毀了銀禧新聞（Jubilee Press）及早間新聞這兩間親政府的新聞機構辦公室。警察向一個Nawabpur路旁的大型哀悼集會開槍造成數人死亡，其中包括社運家沙菲爾·拉赫曼及一名叫奧希烏拉的9歲男孩。

### 持續的動盪
在整個2月23日的晚上，達卡醫學院的學生都致力於建造一個烈士紀念碑。這座紀念碑於2月24日黎明完成，上面附有一張手寫的便條，寫著「犧牲者之碑（শহীদ মিনার）」。紀念碑由被殺害的社運家沙菲爾·拉赫曼父親主持落成，但在於2月26日被警方摧毀。2月25日，納拉揚甘傑市的工人也參與到總罷工裡。2月29日的抗議活動中，多名參與者遭到警察的毆打。
在抗議期間，政府審查了新聞報導並隱瞞了確切的傷亡數字。 大多數的親政府媒體認為印度教徒和共產主義者鼓勵騷亂，並應為暴動負責。阿布爾·巴爾卡特及拉菲克·烏丁·艾哈邁德的家人嘗試以謀殺罪控告警方，但被駁回。4月8日，政府公佈了暴亂事件的報告，但沒有提供任何警察向學生開槍的具體理由。

### 西巴基斯坦方面的反應
儘管語言運動為孟加拉民族主義奠定了基礎，但它也加劇了巴基斯坦東西兩翼之間的文化敵意。在西巴基斯坦，該運動被視為反巴基斯坦整體利益的局部起事。拒絕「僅烏爾都語」政策被視為反對波斯-阿拉伯文化，及對兩國理論的挑戰。西巴基斯坦有些著名政治家認為烏爾都語是印度大陸伊斯蘭文化的產物，並將孟加拉語視為被「印度教化」的孟加拉文化一部分。大多數西巴基斯坦人支持「僅烏爾都語」政策，因為他們認為只有一種不是巴基斯坦本土的語言，才可以作為官方語言，盡管這種想法在西翼也引起了相當程度上的反對，因為西巴基斯坦也存在着數個說不同語言的族群。甚至到了1967年，軍事強人阿尤布·汗仍認為孟加拉地區受到印度教文化相當大的影響。

## 1952年後的相關事件
在孟加拉人民聯盟的支持下，全黨中央語言行動委員會「語言烈士日」（শহীদ দিবস）紀念2月21日的示威，在一周年之際，東孟加拉邦各地的人民佩戴起黑色徽章以聲援受害者。大多數的銀行和教育機構都在這日暫時關閉。學生團體與大學和警察達成協議確保秩序。超過十萬人聚集在達卡的一次公開集會上，會上的社區領袖呼籲立即釋放毛拉娜·巴沙尼和其他政治犯。可是，法茲納·拉赫曼等西巴基斯坦政治人物宣布，任何希望孟加拉語成為官方語言的人都將被視為「國家的敵人」，這些言論加劇了地區的緊張局勢。

### 1954年統一戰線聯盟勝選
隨著1954年東巴基斯坦議會選舉的舉行，政治緊張的局勢達到頂峰。執政的穆斯林聯盟譴責反對派統一戰線聯盟，該聯盟由阿布·凱瑟·法茲勒·胡克及人民聯盟領導，希望能藉此獲得更大的自治權，多名統一戰線聯盟領導人及相關人士因此被捕。巴基斯坦總理穆罕默德·阿里·博格拉在與穆斯林聯盟的其他成員會晤後，決定正式承認孟加拉語。然而這決定引起了更大的動盪，因為其他族群受到鼓舞，也開始尋求承認其語言成為地區語言。烏爾都語的支持者也不滿這一決定，阿卜杜勒·哈克譴責任何授予孟加拉語官方地位的提議，他帶領10萬人集會抗議穆斯林聯盟的決定。聯合陣線最終贏得了立法議會的絕大多數席位，而穆斯林聯盟的議員人數則降至歷史新低。
統一戰線聯盟勝選後下令成立孟加拉學院，以促進、發展和保護孟加拉語的文學和遺產。然而統一戰線聯盟政府很快就被時任總督古拉姆·穆罕默德解散，並且開始了總督的親自統治。1955年6月6日，總督政權結束，統一戰線聯盟再次組建了孟加拉學院。
統一戰線重新掌權後，1956年2月21日的周年紀念首次在和平的氣氛中舉行。政府支持建造新的達卡烈紀念塔，制憲會議也默哀五分鐘，悼念槍擊事件中遇難的學生，孟加拉領導人也在這天組織了大型集會。

### 授予孟加拉語官方地位
1954年5月7日，制憲會議在穆斯林聯盟的支持下決定授予孟加拉語官方地位。巴基斯坦第一部憲法於1956年2月29日頒佈，在第214條第1款中，孟加拉語和烏爾都語被同時採納為巴基斯坦的官方語言。然而，阿尤布汗組建的軍政府試圖將烏爾都語重新確立為唯一的官方語言，但在1959年1月6日，軍政府發表正式聲明恢復了1956年憲法兩種官方語言的政策。

#### 印度阿薩姆邦
在東巴基斯坦外，印度阿薩姆邦也發生了爭取孟加拉語平等地位的運動，要求國家承認孟加拉語。1961年5月19日，11名孟加拉人在阿薩姆邦西爾恰爾火車站被警察開槍打死。隨後，孟加拉語在阿薩姆邦三個孟加拉語佔多數的地區獲得了聯合官方地位。

### 孟加拉獨立
雖然語言問題最終在1956年得到了解決，但阿尤布·汗的政府依然以犧牲東巴基斯坦為代價，來滿足西巴基斯坦的利益。儘管孟加拉人佔全國人口的大多數，政治權力卻集中在西巴基斯坦，東巴基斯坦人在各種政府職位上代表性不足，並只獲得了少量的國家資助。最後由於經濟、社會和政治上的不平等，分離主義及孟加拉民族主義思想加劇。孟加拉人民聯盟發起了六點運動，爭取更大的自治權，其中一項要求是要將東巴基斯坦改名為孟加拉。東西兩翼在意識形態上的緊張情緒，加上人民聯盟在1970年巴基斯坦大選中勝出，最終令到西巴基斯坦政府決定軍事介入，發動「探照燈行動」血腥清洗孟加拉的知識分子及民族主義者，這直接導致了孟加拉獨立戰爭及第三次印巴戰爭，謝赫·拉赫曼於1971年3月26日凌晨發出獨立宣言，在印度軍事介入的情況下，孟加拉最終於同年12月成功獨立建國。

## 遺產

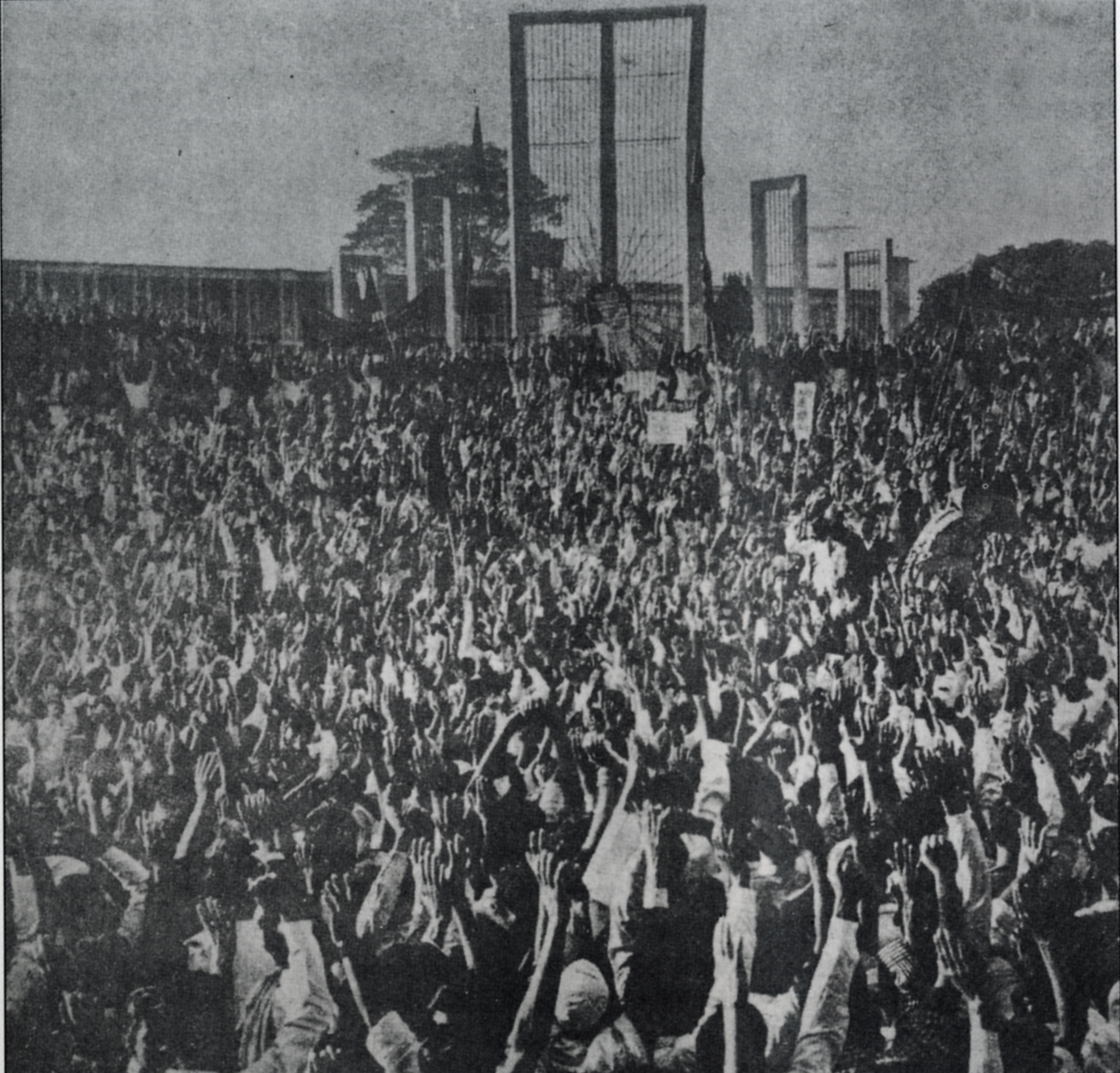
第二座烈士紀念碑於1963年完工

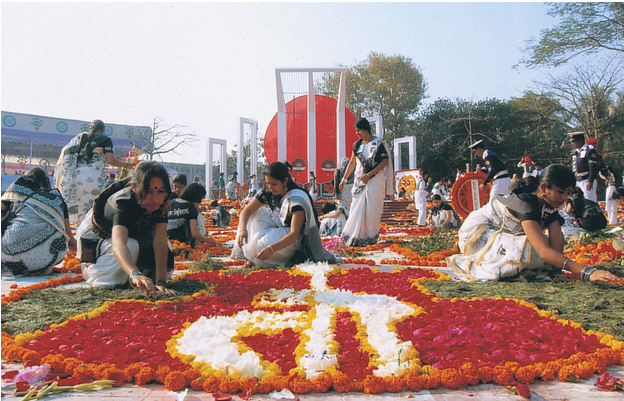
位於達卡醫學院附近的烈士紀念碑，紀念1952年2月21日在抗議活動中喪生的人

### 孟加拉
語言運動對孟加拉社會產生了重大的文化影響，它啟發了孟加拉語言、文學和文化的發展。2月21日被定為語言運動日或語言烈士日（শহীদ দিবস），是孟加拉一個重要的全國假期。孟加拉每年都會舉辦艾庫西書展，為期一個月，以紀念語言運動。「艾庫西帕達獎」是孟加拉國最高的平民獎項之一，每年頒發一次，以紀念在運動中犧牲的人。自1952年2月的事件以來，孟加拉人創作了無數的詩歌、歌曲、小說、戲劇、電影、卡通和繪畫，從不同的角度描繪這場運動。例如沙蘇爾·拉赫曼的詩歌《Bornomala》和《Amar Dukhini Bornomala》、札希爾·萊漢 （Zahir Raihan）的電影《Jibon Thekey Neya》、穆尼爾·喬杜里 （Munier Choudhury）的舞台劇《Kobor》及肖卡特·奧斯曼 （Shawkat Osman）的小說《Artonaad》。
1954年，一座新的烈士紀念碑建成，取代被警察摧毀的第一座紀念碑，用來紀念失去生命的示威者。在統一戰線聯盟的支持下，建築師哈米杜爾·拉赫曼 （Hamidur Rahman）在1957年開始設計一座更大的紀念碑，並得到達卡大學校長哈米杜爾·拉赫曼 （Hamidur Rahman）和美術學院院長再努爾·阿貝丁 （Zainul Abedin）的批准。該設計包括一個半圓形的柱子，一位母親和她殉道的兒子們站在紀念碑中央的講台上。儘管建造工作在1958年因戒嚴令工作中斷，但紀念碑最終於1963年2月21日完成，由受害者阿布爾·巴爾卡特的母親哈西娜·貝古姆（ Hasina Begum）主持完工典禮。巴基斯坦軍隊在1971年孟加拉國解放戰爭期間拆除了這座紀念碑，但孟加拉國政府於1973年對其進行了重建。電視台Ekushey正是2月21日的事件命名，該電視台是孟加拉國第一個私人地面電視頻道。

### 印度
印度的西孟加拉邦和特里普拉邦也慶祝這一天。此外，印度和國外的所有孟加拉人都會慶祝這一天，紀念那些為母語獻出生命的人們。

### 世界
孟加拉國向聯合國教科文組織提出建議，把2月21日定為國際母語日。 該提議在1999年11月17日舉行的第30屆教科文組織大會上得到一致支持。

## 圖片

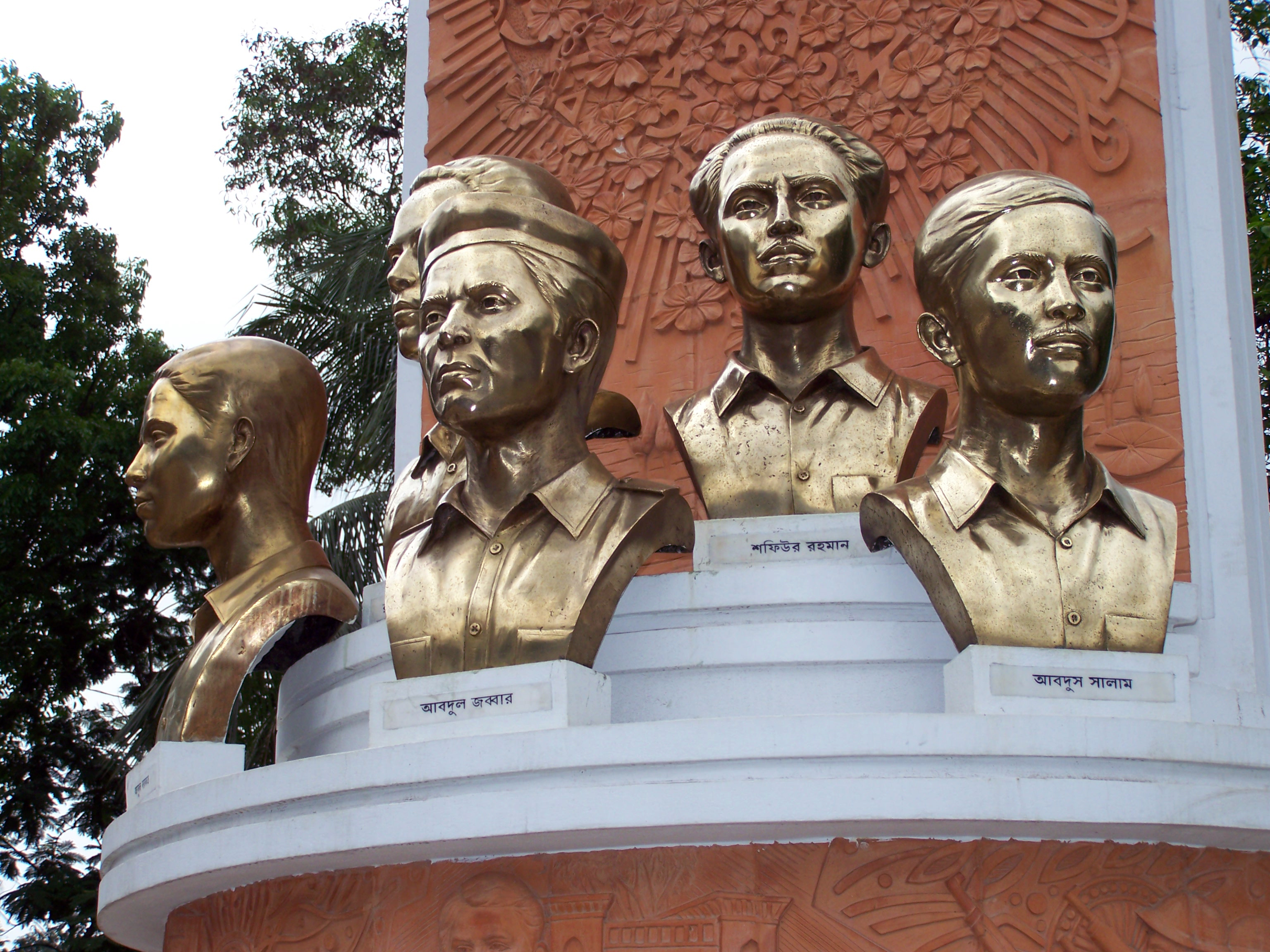
達卡孟加拉學院中名為「我們的驕傲」的雕像
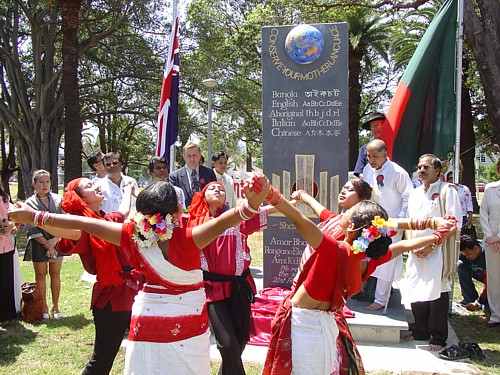
悉尼阿什菲爾德公園的國際母語日紀念碑
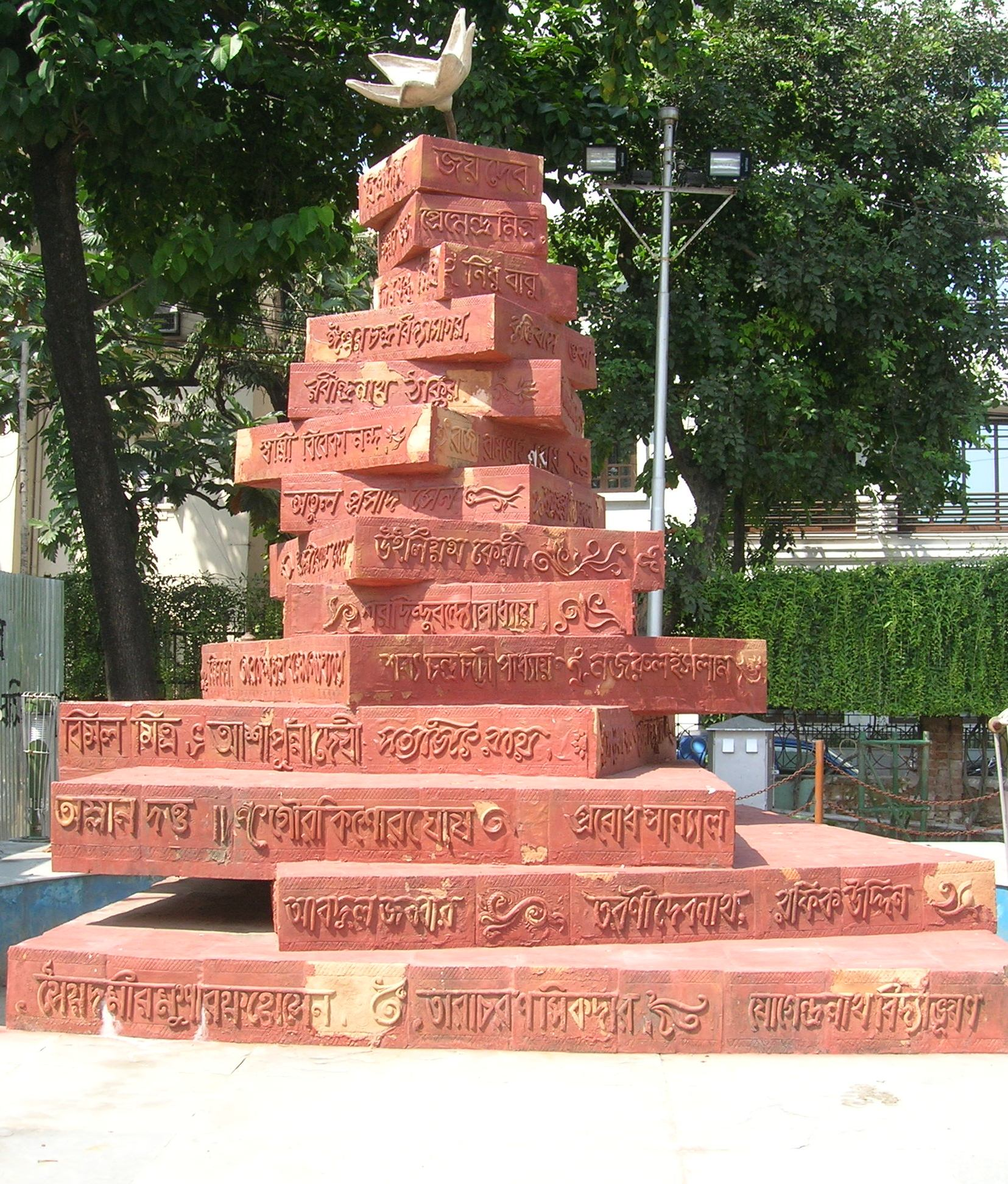
加爾各答的語言紀念塔
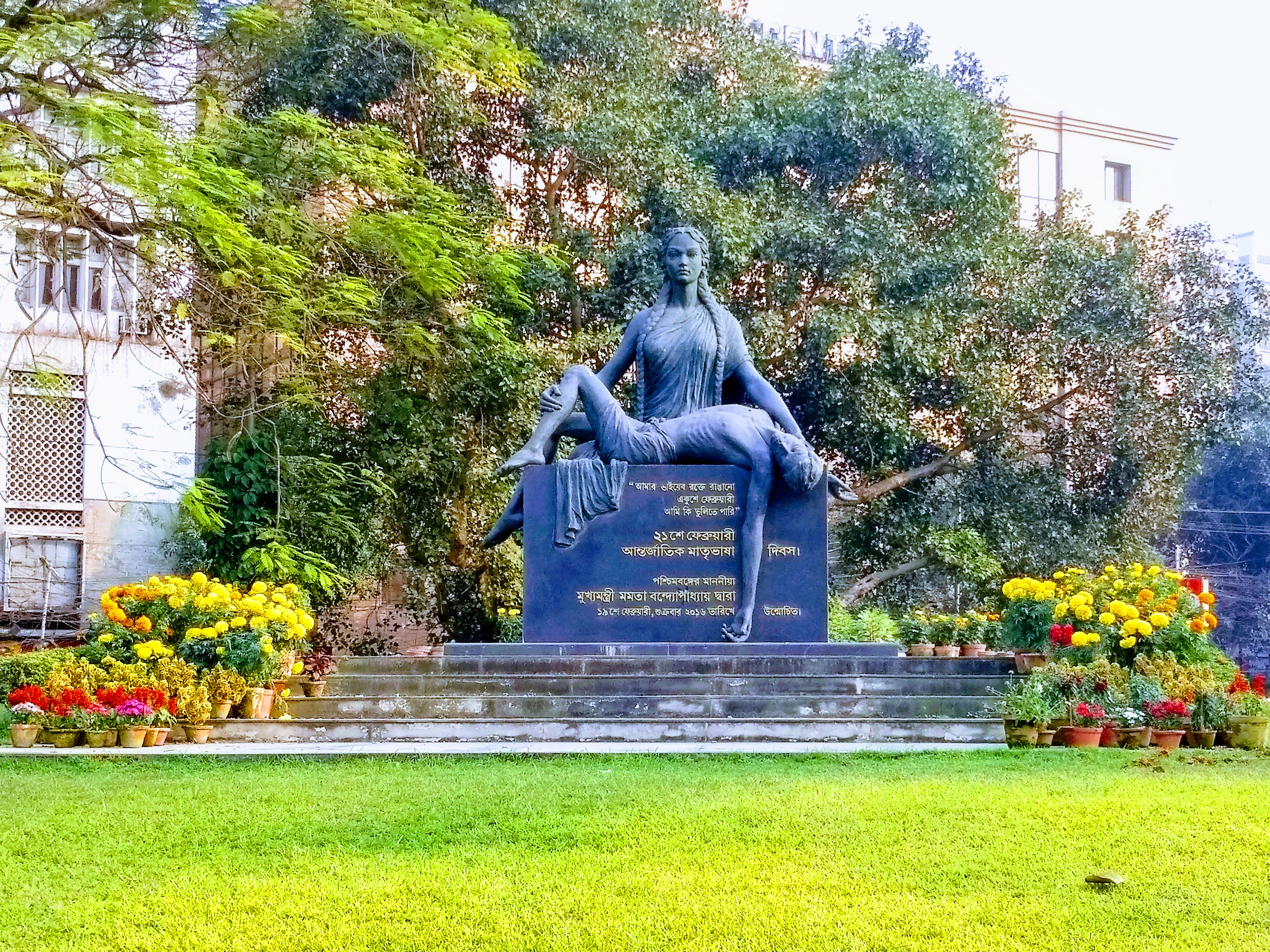
在加爾各答的母語日紀念碑
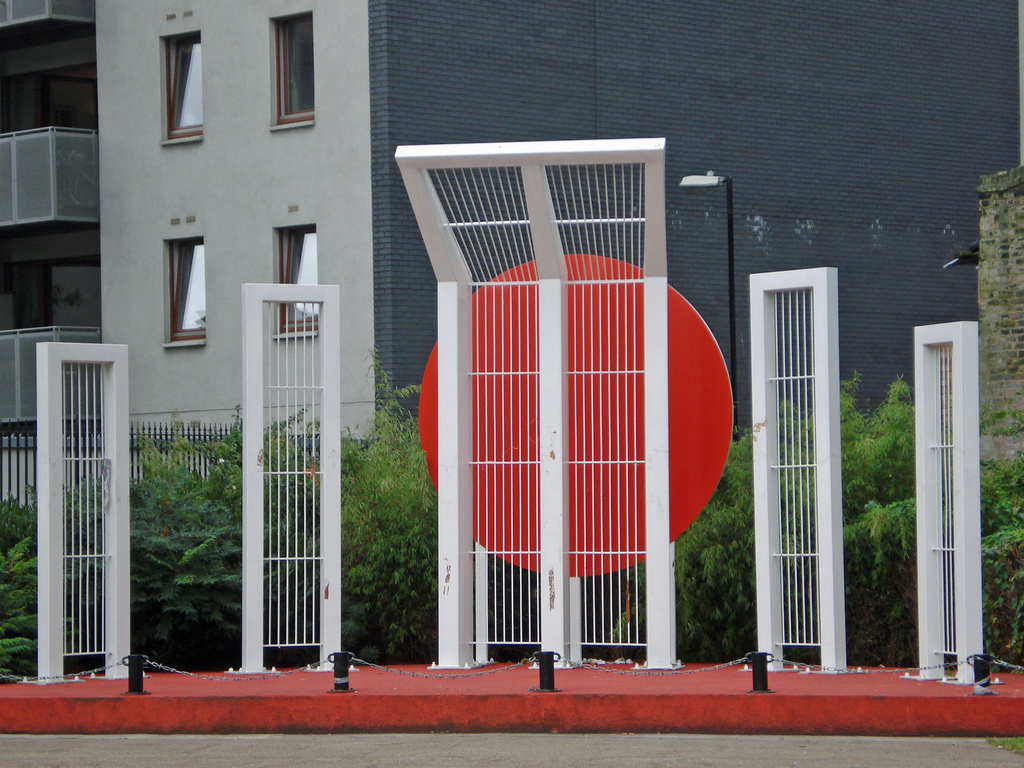
倫敦阿爾塔阿里公園的達卡烈塔複製品

## 另見
- 六點運動
- 探照燈行動
- 國際母語日
- 孟加拉解放戰爭

## 腳註
1. ↑  Glassie, Henry and Mahmud, Feroz.2008.Living Traditions. Cultural Survey of Bangladesh Series-II. Asiatic Society of Bangladesh. Dhaka. International Mother Language Day
2. ↑  Upadhyay, R. . Papers. South Asia Analysis Group. 2003-05-01  [2008-02-20]. （原始内容存档于2018-12-25）.
3. 1 2 3  Rahman, Tariq. . Journal of Multilingual and Multicultural Development. 1997, 18 (2): 145–154. ISSN 0143-4632. doi:10.1080/01434639708666310.
4. ↑  Halder, Shashwati. . Islam, Sirajul; Jamal, Ahmed A.  (编).  Second. Asiatic Society of Bangladesh. 2012  [2021-12-23]. （原始内容存档于2018-12-25）.
5. ↑  . National Council for Promotion of Urdu language.   [2007-06-15]. （原始内容存档于2007-06-11）.
6. ↑  Upadhyay, R. . Papers. South Asia Analysis Group. 2003-05-01  [2008-02-20]. （原始内容存档于2018-12-25）.
7. ↑  Bhattacharya, T. . Garry, J.; Rubino, C.  (编). . New York: HW Wilson. 2001. ISBN 0-8242-0970-2.
8. ↑  劉建. . City University of HK Press. 2010-05-01: 129–. ISBN 978-962-937-159-3.
9. ↑  Rahman, Tariq. . Modern Asian Studies (Cambridge University Press). February 1997, 31 (1): 177–207. ISSN 1469-8099. JSTOR 312861. doi:10.1017/S0026749X00016978.
10. 1 2 3 4 5 6 7 8 9 10 11  Al Helal, Bashir. . Islam, Sirajul; Jamal, Ahmed A.  (编).  Second. Asiatic Society of Bangladesh. 2012. （原始内容存档于2016-03-07）.
11. ↑  . bdnews24.com.   [2021-12-19]. （原始内容存档于2022-01-08） （英语）.
12. 1 2 3 4  Oldenburg, Philip. . The Journal of Asian Studies (Association for Asian Studies). August 1985, 44 (4): 711–733. ISSN 0021-9118. JSTOR 2056443. doi:10.2307/2056443.
13. ↑  Jabeen, Mussarat; Chandio, Amir Ali; Qasim, Zarina. . South Asian Studies: A Research Journal of South Asian Studies. 2010, 25 (1): 99–124.
14. ↑  উমর 1979，第35頁
15. ↑  আল হেলাল 2003，第227–28頁
16. ↑  Al Helal, Bashir. . Islam, Sirajul; Jamal, Ahmed A.  (编).  Second. Asiatic Society of Bangladesh. 2012. （原始内容存档于2016-03-07）.
17. ↑  উমর 1979，第30–32頁
18. ↑  Al Helal, Bashir. . Islam, Sirajul; Jamal, Ahmed A.  (编).  Second. Asiatic Society of Bangladesh. 2012. （原始内容存档于2016-03-07）.
19. ↑  . ঢাকা: বাংলা একাডেমি. 1980: 102–103 （孟加拉语）.
20. ↑  Rahman, Hasan Hafizur. . Ministry of Information, People's Republic of Bangladesh. 1982. OCLC 416657937.
21. ↑  .   [2014-05-21]. （原始内容存档于2014-05-21）.
22. ↑  Al Helal, Bashir. . Islam, Sirajul; Jamal, Ahmed A.  (编).  Second. Asiatic Society of Bangladesh. 2012. （原始内容存档于2016-03-07）.
23. 1 2 3  আল হেলাল 2003，第263–265頁
24. ↑  Uddin 2006，第2–4頁
25. 1 2 3  James Heitzman; Robert Worden (编). . . Government Printing Office, Country Studies US. 1989  [2007-06-16]. ISBN 0-16-017720-0. （原始内容存档于2018-09-26）.
26. ↑  Sayeed, Khalid Bin. . Far Eastern Survey (Institute of Pacific Relations). September 1954, 23 (9): 139–143. ISSN 0362-8949. JSTOR 3023818. doi:10.1525/as.1954.23.9.01p0920l.
27. ↑  আল হেলাল 2003，第263–265頁
28. ↑  Umar 2004，第35頁
29. ↑  Mandal, Ranita. . Muhammad Shahidullah & His Contribution To Bengali Linguistics. Central Institute of Indian Languages, Mysore, India. 2002-06-24  [2007-06-23]. （原始内容存档于2007-09-28）.
30. ↑  Umar 2004，第192–193頁
31. ↑  আল হেলাল 2003，第263–265頁
32. ↑  . The Azad. 1952-02-22 （孟加拉语）.
33. ↑  আল হেলাল 2003，第377–393頁
34. ↑  আল হেলাল 2003，第377–393頁
35. ↑  . The Azad. 1952-02-23 （孟加拉语）.
36. ↑  আল হেলাল 2003，第483頁
37. ↑  . The Daily Star. 2015-02-21  [2018-01-29]. （原始内容存档于2021-12-24）.
38. ↑  Rafique, Ahmed. . Banglapedia.   [2018-01-29]. （原始内容存档于2021-12-24）.
39. ↑  Umar 2004，第218頁
40. ↑  উমর 1979，第417–418頁
41. ↑  আল হেলাল 2003，第515–523頁
42. ↑  আল হেলাল 2003，第546–552頁
43. ↑  Uddin 2006，第120–121頁
44. ↑  . Discovery Bangladesh.   [2007-06-21]. （原始内容存档于2007-06-09）.
45. ↑  Rahman, Tariq. . Asian Survey (University of California Press). September 1997, 37 (9): 833–839. ISSN 0004-4687. JSTOR 2645700. doi:10.1525/as.1997.37.9.01p02786.
46. ↑  Al Helal, Bashir. . Islam, Sirajul; Jamal, Ahmed A.  (编).  Second. Asiatic Society of Bangladesh. 2012. （原始内容存档于2016-03-07）.
47. ↑  আল হেলাল 2003，第604–609頁
48. 1 2  আল হেলাল 2003，第600–603頁
49. 1 2  . Chronicles of Pakistan.   [2011-12-11]. （原始内容存档于2012-01-18）.
50. ↑  James Heitzman; Robert Worden (编). . . Government Printing Office, Country Studies US. 1989  [2007-06-16]. ISBN 0-16-017720-0. （原始内容存档于2018-09-26）.
51. ↑  Al Helal, Bashir. . Islam, Sirajul; Jamal, Ahmed A.  (编).  Second. Asiatic Society of Bangladesh. 2012  [2021-12-24]. （原始内容存档于2021-12-24）.
52. 1 2  আল হেলাল 2003，第608–613頁
53. ↑  . সাপ্তাহিক নতুন খবর. 1956-02-26 （孟加拉语）.
54. ↑  . Chronicles of Pakistan.   [2011-12-11]. （原始内容存档于2012-01-18）.
55. ↑  আল হেলাল 2003，第608–613頁
56. ↑  Lambert, Richard D. . Far Eastern Survey (Institute of Pacific Relations). April 1959, 28 (4): 49–58. ISSN 0362-8949. JSTOR 3024111. doi:10.1525/as.1959.28.4.01p1259x.
57. ↑  Uddin 2006，第120, 126頁
58. ↑  Rahman, Tariq. . Journal of Multilingual and Multicultural Development. 1997, 18 (2): 145–154. ISSN 0143-4632. doi:10.1080/01434639708666310.
59. ↑  D'Costa, Bina. . Routledge. 2011: 103. ISBN 9780415565660.
60. ↑  Talbot, Ian. . Yale University Press. 2016: 360. ISBN 9780300216592.
61. ↑  Khan, Sanjida. . Islam, Sirajul; Jamal, Ahmed A.  (编).  Second. Asiatic Society of Bangladesh. 2012  [2021-12-24]. （原始内容存档于2021-12-24）.
62. ↑  Hussain, Syed Sajjad. . Institute of Islamic Culture. 1996. OCLC 41452432.
63. ↑  ইমাম, জাহানারা. . ঢাকা: সন্ধানী প্রকাশনী. 1986: 44. ISBN 984-480-000-5 （孟加拉语）.
64. ↑  . Government of Bangladesh.   [2007-06-21]. （原始内容存档于2007-05-20）.

## 外部連結
- 孟加拉語言運動（页面存档备份，存于）
- 孟加拉歷史
- 孟加拉語言運動